# Samuel Patten
Samuel Patten (Melbourne, 23 de mayo de 1963) es un deportista australiano que compitió en remo.
Participó en tres Juegos Olímpicos de Verano, obteniendo una medalla de bronce en Los Ángeles 1984, en la prueba de ocho con timonel, y el quinto lugar en Barcelona 1992, en la misma prueba. Ganó dos medallas en el Campeonato Mundial de Remo, en los años 1983 y 1990.

## Palmarés internacional
| Juegos Olímpicos   | Juegos Olímpicos             | Juegos Olímpicos  | Juegos Olímpicos   |
| Año                | Lugar                        | Medalla           | Prueba             |
| ------------------ | ---------------------------- | ----------------- | ------------------ |
| 1984               | Los Ángeles (Estados Unidos) | Medalla de bronce | Ocho con timonel   |
| Campeonato Mundial |                              |                   |                    |
| Año                | Lugar                        | Medalla           | Prueba             |
| 1983               | Duisburgo (RFA)              | Medalla de bronce | Ocho con timonel   |
| 1990               | Tasmania (Australia)         | Medalla de oro    | Cuatro sin timonel |